# Xanthoparmelia keralensis
Xanthoparmelia keralensis är en lavart som beskrevs av Hale. Xanthoparmelia keralensis ingår i släktet Xanthoparmelia och familjen Parmeliaceae.   Inga underarter finns listade i Catalogue of Life.